# 9 to 5 and Odd Jobs
9 to 5 and Odd Jobs è il ventitreesimo album in studio della cantante statunitense Dolly Parton, pubblicato il 17 novembre 1980 dalla RCA Records.
Esso venne prodotto da Mike Post.

## Tracce
1. 9 to 5 – 2:45 (Dolly Parton)
2. Hush-a-bye Hard Times – 3:48 (Dolly Parton)
3. The House of the Rising Sun – 4:02 (traditional; arranged by Dolly Parton and Mike Post)
4. Deportee (Plane Wreck at Los Gatos) – 4:41 (Woody Guthrie, Martin Hoffman)
5. Sing for the Common Man – 3:47 (Frieda Parton, Mark Andersen)
6. Working Girl – 3:17 (Dolly Parton)
7. Detroit City – 3:35 (Mike Settle)
8. But You Know I Love You – 3:17 (Mike Settle)
9. Dark as a Dungeon – 3:25 (Merle Travis)
10. Poor Folks' Town – 2:57 (Dolly Parton)

## Classifiche
| Classifica (1980)                 | Posizione raggiunta |
| --------------------------------- | ------------------- |
| Canadian RPM Country Albums       | 3                   |
| Canadian RPM Top Albums           | 15                  |
| U.S. Billboard Top Country Albums | 1                   |
| U.S. Billboard 200                | 11                  |